# Louis Stettner
Louis Stettner (* 7. November 1922 in Brooklyn, New York; † 13. Oktober 2016 in Paris) war ein US-amerikanischer Fotograf, der vor allem für seine einfühlsamen Schwarz-Weiß-Aufnahmen von New York und Paris bekannt ist. Seine Arbeiten dokumentieren das Alltagsleben und die Architektur beider Städte über mehrere Jahrzehnte hinweg. Er war Mitglied der Photo League in New York. Die Photo League war eine Organisation von Fotografen in New York City, die sich der Dokumentation des Lebens in den Arbeitervierteln widmete. Sie wurde 1936 gegründet und bot ihren Mitgliedern Schulungen, Ausstellungsräume und eine Plattform für den Austausch über soziale und kreative Themen. Die Photo League spielte eine wichtige Rolle bei der Entwicklung der sozialdokumentarischen Fotografie in den USA.

## Leben
Louis Stettner erhielt im Alter von 13 Jahren seine erste Kamera und entwickelte schon früh eine Leidenschaft für die Fotografie. Er besuchte regelmäßig das Metropolitan Museum of Art, wo er die Werke von Fotografen wie Alfred Stieglitz, Clarence H. White und Paul Strand studierte. Diese prägten seinen fotografischen Stil entscheidend. Später schloss er sich der Photo League an, einer Genossenschaft von Fotografen, die sich der sozial engagierten Fotografie widmete.  
1942 trat Louis Stettner in die US Army ein und diente als Kriegsfotograf im Pazifik. Nach dem Zweiten Weltkrieg ließ er sich 1947 für fünf Jahre in Paris nieder. Dort organisiert er 1948 für die Photo League die erste Retrospektive französischer Fotografie in New York und knüpft enge Kontakte zu Fotografen wie Brassaï, den er als seinen Mentor bezeichnet. 1950 kehrt Louis Stettner nach New York zurück und arbeitet für renommierte Zeitschriften wie Life, Time, Fortune und Paris Match. Ende der 1960er Jahre begann er, Fotografie am Brooklyn College und an der Long Island University zu unterrichten. Sein politisches Engagement führte ihn in den 1970er Jahren zu Protesten gegen den Vietnamkrieg und zu Fotoaufnahmen in der Sowjetunion.  
1990 ließ sich Louis Stettner dauerhaft in Frankreich nieder, wo er sich neben der Fotografie auch der Malerei und Bildhauerei widmete. Im Jahr 2001 wurde er von der französischen Regierung zum Chevalier des Arts et des Lettres ernannt. Er starb am 13. Oktober 2016 in Paris, kurz nach dem Ende seiner Ausstellung Ici Ailleurs im Centre Georges Pompidou.

## Werk
Louis Stettners Fotografien zeichnen sich durch eine humanistische Perspektive und eine einfühlsame Darstellung des Alltagslebens aus. Er dokumentierte das Leben der Arbeiterklasse, Straßenszenen und die Architektur von New York und Paris. Zu seinen bekanntesten Serien gehören Early New York, Penn Station und The European Experience.
Seine Arbeiten wurden in zahlreichen internationalen Museen ausgestellt, darunter das Museum of Modern Art in New York, das San Francisco Museum of Modern Art und die Bibliothèque nationale de France in Paris.  